# Francisco Esteves Gaspar de Carvalho
Francisco Esteves Gaspar de Carvalho ComB • ComMAI (Manteigas, 30 de Agosto de 1908 - 8 de Agosto de 1992) foi um empresário industrial e agrícola, benemérito e político português.

## Biografia
Quinto de nove filhos e filhas de António Esteves de Carvalho (Manteigas, 11 de Dezembro de 1874 - Manteigas, 2 de Novembro de 1933) e de sua mulher Maria da Glória Gaspar (Manteigas, 9 de Setembro de 1877 - Manteigas, 1 de Janeiro de 1938).
Desenvolveu actividade profissional como industrial de lanifícios, tendo sido responsável pelo incremento de diversas indústrias do ramo na sua região. Em paralelo com estas funções, manteve a propriedade de explorações agrícolas, as quais iam testemunhando actualizações técnicas por decisão e empenho do proprietário. Fundou a Casa Agrícola Francisco Esteves.
Foi Presidente da Direcção da Cooperativa dos Produtores de Fruta do Distrito da Guarda e Membro da Comissão Restrita das Cooperativas da Fruta e do Grupo de Trabalho da Casa das Beiras, como Representante do Concelho de Manteigas. Foi, ainda, Provedor da Santa Casa da Misericórdia da citada região.
Em termos de carreira política, foi Vice-Presidente da Comissão Concelhia da União Nacional e, em 1958, foi nomeado Presidente da Câmara Municipal de Manteigas, cargo que ocupou até 1970, sendo sucedido por seu irmão Adelino Esteves Gaspar de Carvalho até 1974 e, mais tarde, pelo seu sobrinho materno Joaquim António de Carvalho da Mota Veiga, de 1979 a 1982. No ano de 1969, foi eleito, pelo Círculo Eleitoral da Guarda, Deputado à X Legislatura. Na Assembleia Nacional ocupou o lugar de Vogal na Comissão de Economia. Iniciou a sua actividade parlamentar ao discutir, na generalidade, a Proposta de Lei relativa à adopção de medidas promotoras do desenvolvimento do turismo na Serra da Estrela. Em Fevereiro de 1970, apresenta ao Governo um Requerimento de Informações sobre a actividade da Federação dos Grémios de Lavoura da Beira Alta. No decorrer da 2.ª Sessão Legislativa, o Deputado tece diversas considerações, ecoando a apreensão da Agricultura, da Indústria e do Comércio acerca das limitações impostas à exportação, para as Províncias Ultramarinas, de vinhos produzidos em Portugal Continental. Na 3.ª Sessão Legislativa, subscreve o Parecer da Comissão de Finanças e Economia sobre a Proposta de Lei de Meios para 1972 e manifesta ao Ministro das Obras Públicas o reconhecimento da população do seu Concelho para obras de beneficiação realizadas na estrada Penhas da Saúde-Manteigas. Ao longo da carreira parlamentar, Francisco Esteves Gaspar de Carvalho discute, na generalidade, a Proposta de Lei do Fomento Industrial e a de Autorização de Receitas e Despesas para 1973.
Foi condecorado com a Medalha de Dedicação da Legião Portuguesa e foi feito Comendador da Ordem Civil do Mérito Agrícola e Industrial Classe Industrial a 6 de Agosto de 1963 e Comendador da Ordem de Benemerência a 3 de Abril de 1970.
Em sua homenagem foi dado o seu nome à Rua Francisco Esteves Gaspar de Carvalho, no Sameiro, e à Avenida Comendador Francisco Esteves Gaspar de Carvalho e foi erigido um busto seu, todos em Manteigas.
Casou com Teresa de Jesus Botelho.
Foi irmão do fotógrafo Miguel Esteves Gaspar de Carvalho, tio-avô de Bruno Miguel de Azevedo Gaspar de Carvalho e primo do avô paterno de Vítor Louçã Rabaça Gaspar. É tio-avô de Bruno de Carvalho, ex-presidente do Sporting Clube de Portugal.